# 安卓·爵森
安卓·爵森（Andreas Dresen，1963年8月16日—）是一位德國電影導演，代表作為《陽台前的夏天》、《八卦歡樂吧》和《極樂九重天》。擅長以寫實的手法拍攝德國的現實社會。

## 主要作品
- 1992: 沈默家國 (Stilles Land)
- 2002: 八卦歡樂吧 (Halbe Treppe)
- 2005: 威廉布魯克 (Willenbrock)
- 2005: 陽台前的夏天 (Sommer vorm Balkon)
- 2008: 極樂九重天 (Wolke Neun)
- 2009: 老薑與菜鳥 (Whisky mit Wodka)
- 2011: 瀕臨邊緣的人 (Halt auf freier Strecke)
- 2012: Herr Wichmann aus der dritten Reihe-紀錄片
- 2015: 我們作夢時 (Als wir träumten)